# Joey Paccagnella
Joey Paccagnella (Dolo, 10 gennaio 1981) è una nuotatrice artistica italiana.

## Carriera
Nato a Dolo, in provincia di Venezia, è originaria di Padova, città del Plebiscito, società in cui ha militato. Inizia a praticare il nuoto sincronizzato a 9 anni. Nel 1996, a 15 anni, arriva in Nazionale juniores. Nel 2001 arriva settima al Mondiale di Fukuoka nel duo in coppia con Lorena Zaffalon. L'anno successivo vince il bronzo agli Europei di Berlino nella prova a squadre dietro a Russia e Spagna. Nel maggio 2004 partecipa di nuovo agli Europei, stavolta a Madrid, dove vince il bronzo nella prova a squadre, terminando dietro a Russia e Spagna, e l'argento nel combinato a squadre, dietro alla Spagna. Tre mesi dopo è di scena ai Giochi olimpici di Atene 2004, dove la squadra italiana arriva settima nella prova a squadre. Nel 2005 arriva ancora settima ai Mondiali, stavolta a Montréal, sempre nel duo con Lorena Zaffalon, decidendo poi di ritirarsi. Dopo il ritiro è diventata allenatrice. Nel 2011 ha avuto un figlio, Angelo, dall'ex rugbista a 15 del Petrarca Nicola Tiso.

## Palmarès
- Europei

Berlino 2002: bronzo nella prova a squadre
Madrid 2004: argento nel combinato a squadre, bronzo nella prova a squadre
- Mondiali giovanili

Cali 1999: bronzo nel duo